# Курвер, Вил
Вил Курвер (нидерл. Wiel Coerver; 3 декабря 1924, Керкраде, Нидерланды — 22 апреля 2011, там же) — нидерландский футболист и тренер, наставник «Фейеноорда», обладателя Кубка УЕФА 1974 г.

## Карьера
Вил Курвер относится к первому поколению нидерландских профессиональных футболистов. Начинал карьеру в клубе «Блейерхейде». В составе «Рапида» (нынешняя «Рода») выиграл национальный чемпионат 1956 году. В 1959 году закончил игровую карьеру. В том же году начал работать тренером. Его самым значительным успехом стала победа с «Фейеноордом» в 1974 г. в кубке страны и Кубке УЕФА. В решающих матчах нидерландцы нанесли поражение лондонскому «Тоттенхэму» с общим счетом 4:2. Некоторые его подопечные играли в составе национальной сборной, уступившей в финале чемпионата мира команде ФРГ. Несмотря на свой преклонный возраст, он до последних лет жизни продолжал тренерскую работу.
Курвер систематизировал различные тренерские методики, разработав собственную методику, получившую широкую известность. На сегодняшний день последователями «Метода Кувера» являются такие нидерландские специалисты, как Рене Мёленстен («Манчестер Юнайтед») и Рикардо Мониз («Зальцбург»). По его методике, позволяющей придать действиям футболистов непредсказуемость, обучались многие известные европейские игроки, включая Рууда Ван Нистелроя и Арьена Роббена.

## Личная жизнь
В 2007 году Курвер стал кавалером ордена Оранских-Нассау. В 2008 году ему была присуждена премия имени Ринуса Михелса за тренерский вклад в игру.
Курвер скончался в апреле 2011 года в Керкраде от осложнений, вызванных пневмонией.

## Достижения

### Игрок
«Рода»
- Чемпион Нидерландов (1): 1955/56

### Тренер
«Фейеноорд»
- Чемпион Нидерландов (1): 1973/74
- Обладатель Кубка УЕФА (1): 1973/74